# Рубанов (Варвинский район)
Руба́нов (укр. Рубанів) — посёлок, расположенный на территории Варвинского района Черниговской области (Украина).

## История
- В 1862 году на владельческом хуторе 3 стана Лохвицкого уезда Полтавской губернии Рубанов было 4 двора где жило 18 человек (7 мужского и 11 женского пола)[1]

- Есть на карте 1869 года[2]

- Согласно переписи УССР 1989 года[укр.] численность населения посёлка составляла 7 человек, из которых 3 мужчины и 4 женщины.

- Согласно переписи населения Украины 2001 года в поселке жило 7 человек. 100 % населения указало своим родным языком украинский.